# Порфирій Сивак
о. Порфирій Сивак, ЧСВВ (хресне ім'я Петро; 26 січня 1909, Ласківці, Австро-Угорщина — 18 лютого 1953, Чикаго, США) — український церковний діяч, ієромонах-василіянин, педагог, військовий капелан.

## Життєпис
Петро Сивак народився 26 січня 1909 року в селі Ласківці Теребовлянського повіту на Тернопільщині. Навчався в Місійному інституті св. Йосафата при монастирі отців василіян у Бучачі. 14 вересня 1924 року вступив до Василіянського Чину на новіціят у Крехівський монастир. На облечинах отримав монаше ім'я Порфирій. 9 травня 1926 року в Крехові склав перші обіти, ще один рік навчався на гуманістиці (1926—1927). На другий рік гуманістики і риторику переїхав до Лаврівського монастиря (1927—1929). Філософію вивчав у Добромильському монастирі (1929—1931), а богослов'я в Кристинополі (1931—1933), де 15 лютого 1933 року склав вічні обіти.
13 серпня 1933 року в Жовкві отримав священничі свячення з рук Преосвященного владики Йосафата Коциловського. У 1933—1934 академічному році перебував у Жовківському монастирі, де готувався до загального іспиту з богослов'я. Упродовж 1934—1936 років — у Лаврівському монастирі — викладач української мови і географії на риториці і двох роках гуманістики, письменник, провідник духовних вправ, проповідник, сповідник дому і в храмі. У 1936 році переведений до Бучацького Місійного інституту, де (в різні роки) викладав українську мову, історію, релігію, географію, був провідником Марійської Дружини дівчат і Мирянського Чину св. Василія Великого, провідником духовних вправ, проповідником, сповідником.
На початку радянської окупації Галичини переїхав до села Полівці (5 жовтня 1939), де обійняв душпастирство на парафії. 31 серпня 1940 року заарештований СВ УНКВС в Тернопільській області і 5 липня 1941 року засуджений на 5 років ВТТ. Через місяць у серпні цього ж року звільнений за амністією. Вступив капеланом для українців греко-католиків солдатів польської армії Владислава Андерса (пізніша назва 2-й армійський корпус). У складі цього військового формування перебував в Ірані, Іраку, Палестині, Італії. Станом на березень 1942 року о. Пофирій Сивак був «шефом» душпастирства греко-католиків і одним із двох греко-католицьких капеланів (другий — о. Андрій Шишко). Окрім них було 39 капеланів римо-католиків. Служив капеланом до 1946 року.
У 1947 році виїхав до США і спочатку перебував у Нью-Йорку (Святого Юра), виконуючи різні обов'язки (сотрудник адміністратора, провідник духовних вправ, провідник наук для домашніх через заступника, консультор дому, проповідник, сповідник дому і в храмі, місіонер), а потім (з 1950 року) в Чикаго, де помер 18 лютого 1953 року від серцевого нападу.